# 沖本勲
沖本 勲（おきもと いさお、1935年 - 2003年8月）は、日本のヤクザである。四代目共政会会長、初代沖本組組長。

## 略歴
山口（英）組、十一会出身である。三代目共政会では幹事長補佐、理事長を歴任した。
二代目俠道会副会長 森田組組長 森田栄とは兄弟分であった。
住吉会副会長 武田稔とは五分兄弟分であった。
1987年11月、三打目共政会会長 山田久が死去。共政会は合議制で運営となる。
1990年9月、共政会四代目を継承。
1991年、三代目工藤会会長 溝下秀男と五分兄弟盃を結んだ。
1996年、五代目山口組若頭補佐 三代目山健組組長 桑田兼吉、四代目会津小鉄若頭 図越利次と3人で五分兄弟盃を結んだ。
2003年8月に病死。葬儀の模様は、広島の民放各社に報道された。

## 関連映画・オリジナルビデオ
- 『仁義なき戦い 頂上作戦』（1974年1月15日公開、東映）杉本博 -演：夏八木勲
- 『広島やくざ戦争』三部作（2000年）沖永勲 -演：寺島進
- 『実録・広島四代目』三部作（2003年）沖本勲 -演：加藤雅也
- 『日本やくざ抗争史 広島抗争』二部作（2015年）沖田勇 -演：本宮泰風